# Star Trek: Bridge Commander
Star Trek: Bridge Commander ist eine Weltraumkampfsimulation im Star-Trek-Universum, die von Totally Games entwickelt und 2002 für Microsoft Windows veröffentlicht wurde.

## Entwicklung
Federführend war Lawrence Holland mit seinem Studio Totally Games, das für die X-Wing-Spieleserie verantwortlich zeichnete. Es erschien ein Mod-SDK, das dem Spieler das Anpassen der für das Gameplay verantwortlichen Python-Skripte ermöglicht.
Zum 55. Jubiläum von Star Trek wurde Bridge Commander auf GOG.com wiederveröffentlicht.

## Spielprinzip
Das Spiel beginnt auf der USS Dauntless, einem Schiff der Galaxy-Klasse, das entsprechend der Filme und Serie nachempfunden ist. Die Brücke ist aufgeteilt. Der Spieler erteilt den Offizieren, die die verschiedenen Stationen bemannen, Befehle. Im Tutorial kann Jean-Luc Picard stets um Rat gefragt werden.

## Rezeption
Die Kampagne sei streng linear. Das Spiel sei eine perfekt inszenierte Enterprise-Folge, das die Atmosphäre gut einfange. Der spielerische Aspekt komme jedoch zu kurz, da es größtenteils automatisch ablaufe und kaum Aktionen nötig sind. Auch Benjamin Bezold von PC Action kritisierte, dass der Spieler kaum Entscheidungen treffe und auch nicht eigenmächtige handeln dürfe. Er vermisse zudem eine direkte Joystick-Steuerung. Rüdiger Steidle von PC Games wertete ebenfalls aufgrund der geringfügigen Interaktion ab, betonte jedoch, dass die Dialoge glaubwürdig geschrieben seinen und das Spiel viele Zwischensequenzen besäße. Es sei hauptsächlich Star-Trek-Fans zu empfehlen.